# Sachsen-Römhild

Sachsen-Römhild (um 1680)

Sachsen-Römhild war ein ernestinisches Herzogtum im Grabfeld, im Oberen Werratal und in den Haßbergen, es existierte 30 Jahre.

## Geschichte
Sachsen-Römhild entstand im Jahre 1676 bei der Erbteilung von Sachsen-Gotha als Erbteil für Heinrich, den vierten Sohn Herzog Ernsts I. „des Frommen“ von Sachsen-Gotha (1601–1675) und umfasste das Fürstentum Römhild mit den Ämtern Römhild, Königsberg in Franken (dieses fiel bereits 1683 an Sachsen-Hildburghausen) und Themar, die Kellerei Behrungen, den Hof zu Milz und die Echterschen Lehen.
Residenz war Schloss Glücksburg in Römhild. 
Der Herzog von Sachsen-Römhild besaß keine eigene Landeshoheit; diese hatte der Herzog von Sachsen-Gotha-Altenburg inne (so genannter „Nexus Gothanus“).
Fürst:
1. Heinrich, Herzog von Sachsen-Römhild (1650–1710)

Nach seinem Tod 1710 wurde Sachsen-Römhild unter folgende vier Linien aufgeteilt:
- Sachsen-Gotha-Altenburg (7/12 vom Amt Themar),
- Sachsen-Coburg-Saalfeld (1/3 vom Amt Römhild und 5/12 vom Amt Themar),
- Sachsen-Meiningen (2/3 vom Amt Römhild) und
- Sachsen-Hildburghausen (Kellerei Behrungen, Hof zu Milz und die Echterschen Lehen).

Seit der Neuordnung der ernestinischen Herzogtümer im Jahre 1826 gehörte fast das gesamte ehemalige Territorium des Fürstentums Römhild zu Sachsen-Meiningen. Nur das Amt Königsberg gehörte zum Herzogtum Sachsen-Coburg und Gotha.